# استان ساموت سونگکرام

نقشهٔ تایلند و جایگاه استان ساموت سونگخرام.

استان ساموت سونگکرام {(انگلیسی|Samut Songkhram }} یکی از استانهای کشور تایلند است. مساحت آن ۴۱۶ کیلومترمربع می‌باشد. جمعیت این استان در سال ۲۰۰۰ بالغ بر ۲۰۴۰۰۰ نفر برآورد شده‌است.
استان ساموت سونگکرام از نظر تقسیمات کشوری بخشی از ناحیه مرکزی تایلند به حساب می‌آید. مرکز این استان شهر ساموت سونگکرام است.